# Romuald Hadbavný
Štefan Romuald Hadbavný OSBCam (* 10. November 1714 in Machalovce; † 30. August 1780 im Kloster Lechnica) war ein slowakischer Kamaldulensermönch.

## Herkunft und Wirken
Romuald Hadbavný entstammte einer Familie des „Lanzenadels“ (lateinisch nobilitas lanceatorum), einer kleinadligen Schicht in der südlichen Zentral-Zips, die in einer ausgegliederten Sonderprovinz, dem „Kleinen Komitat“ des Stuhls der zehn Lanzenträger autonome Selbstverwaltung ohne Gefolgschaft an hochadelige Magnaten und ein eigenes Adelsrecht erhielten, dafür dem ungarischen König direkt Abgaben entrichteten und zehn Lanzenreiter für sein Heeresaufgebot zu stellen hatten. Der Ursprung dieser privilegierten Sonderschicht ist unbekannt, es gibt Hypothesen, dass sie auf ungarische Grenzwachen oder Szekler (ungarische autonome Grenzsiedler) oder auf den altslowakischen Stammesadel der Region Zips zurückgehen.
Pater Hadbavný wirkte als Wirtschaftsverwalter des Klosters Lechnica in den Pieninen, daneben war er auch der Klosterarchivar. Er beschäftigte sich ebenfalls mit Botanik, Philologie, Geschichte und Sprachkunde.
Hadbavný gilt (vor allem) in der älteren Forschung als der Autor der ältesten erhaltenen Übersetzung der gesamten Bibel ins Slowakische; diese ist als die Kamaldulenser-Bibel bekannt. Analog umstritten ist, ob Hadbavný der Autor des handschriftlichen Manuskriptes eines Wörterbuchs der lateinischen und slowakische Sprache "Syllabus dictionarii latino/slavonicus" von 1763 ist.
Als Übersetzer der geistlichen Lieder Louis de Blois’ machte er sie auch dem slowakischen Volk zugänglich.

## Nachweise
1. ↑  Ivan Chalupecký: Stolica X Spiskich Kopijników w dziejach Spisza (polnisch=„Der Stuhl der zehn Lanzenträger in der Geschichte der Zips“), polnische Übersetzung und Bearbeitung von Maciej Pinkwart. (Im drittletzten Absatz namentlich erwähnt und Herkunft beschrieben.)

| Personendaten    | Personendaten                                 |
| ---------------- | --------------------------------------------- |
| NAME             | Hadbavný, Romuald                             |
| ALTERNATIVNAMEN  | Hadbavný, Štefan Romuald (vollständiger Name) |
| KURZBESCHREIBUNG | slowakischer Kamaldulensermönch               |
| GEBURTSDATUM     | 10. November 1714                             |
| GEBURTSORT       | Machalovce                                    |
| STERBEDATUM      | 30. August 1780                               |
| STERBEORT        | Kloster Lechnica                              |